# 阿爾喬姆·塔拉索夫

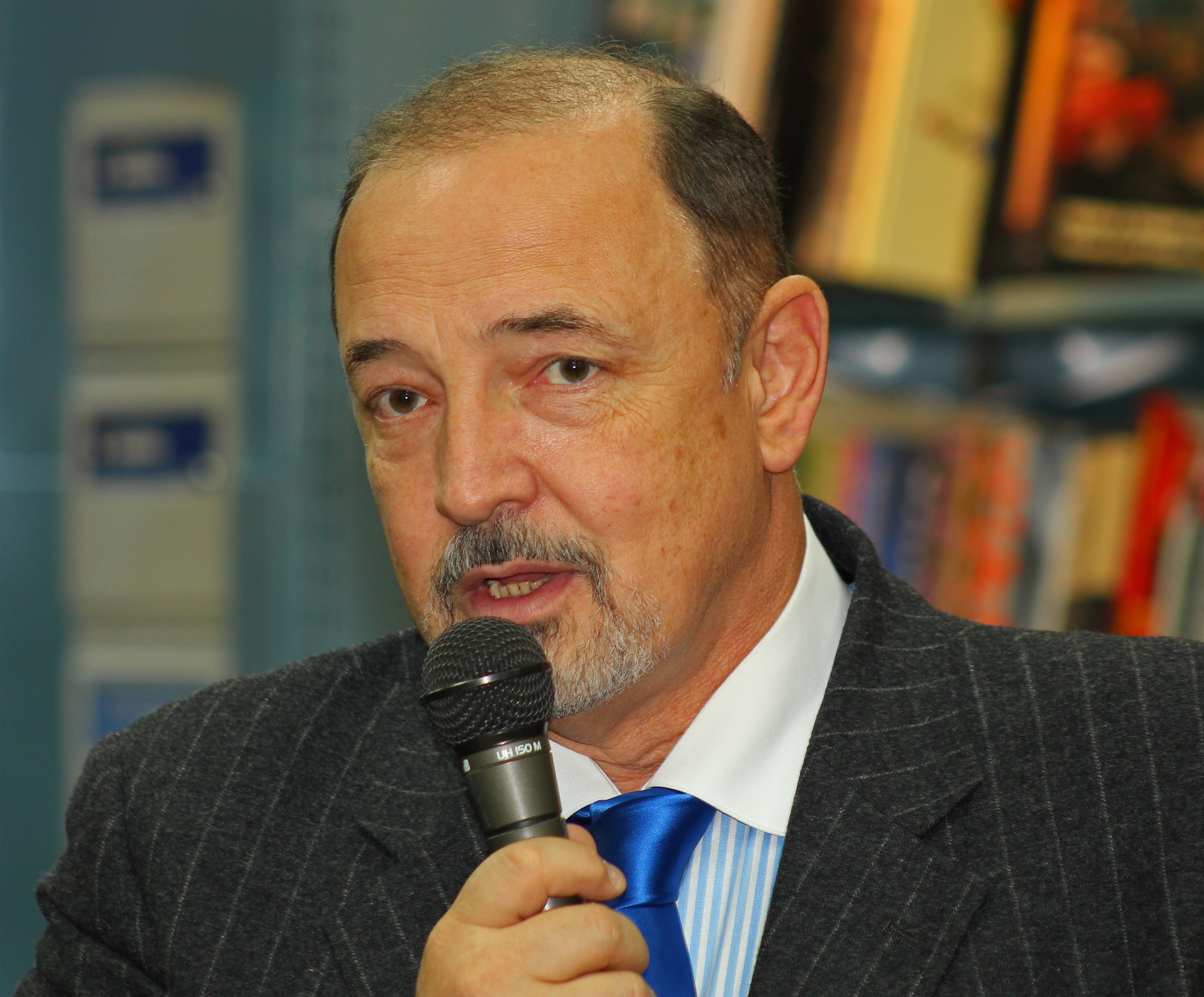
塔拉索夫，攝於2011年

阿尔乔姆·米哈伊洛维奇·塔拉索夫（羅馬化：Artyom Mikhaylovich Tarasov；1950年7月4日—2017年7月22日），亚美尼亚裔俄罗斯商人和政治活动家，塔拉索夫家族歷來經商。1990年，在与苏联官员发生冲突后，塔拉索夫离开莫斯科移居英國伦敦。1993年，塔拉索夫回到俄罗斯，而且当选国家杜马议员。1996年，他决定以独立候选人的身份竞选俄羅斯總統，但他的申请被中央选举委员会拒绝。